# 是澤博昭
是澤 博昭（これさわ ひろあき、1959年- ）は、日本の人形文化研究者、大妻女子大学教授。

## 人物・来歴
愛媛県生まれ。1998年東洋大学大学院文学研究科教育学専攻修士課程修了。2007年「近代日本における「教育玩具」の受容と展開 :幼児教育の普及との関連を中心に」で大妻女子大学・博士（学術）。2002年聖徳大学人文学部児童学科専任講師、2008年大妻女子大学博物館准教授、同人間文化研究科教授。

## 著書
- 『教育玩具の近代 教育対象としての子どもの誕生』世織書房, 2009.3
- 『青い目の人形と近代日本 渋沢栄一とL・ギューリックの夢の行方』世織書房, 2010.10
- 『日本の雛人形 決定版 江戸・明治の雛と道具六〇選』淡交社, 2013.2
- 『子供を祝う端午の節句と雛祭』(淡交新書) 淡交社, 2015.4
- 『人形 = DOLL』文溪堂, 2017.2
- 『軍国少年・少女の誕生とメディア 子ども達の日満親善交流』世織書房, 2018.3
- 『六義園・柳沢家の雛祭 『宴遊日記』にみる江戸の人形文化』ミネルヴァ書房, 2022.1

### 監修・共編著
- 『日本人形の美 伝統から近代まで、浅原コレクションの世界』監修・文, 大屋孝雄撮影. 淡交社, 2008.9
- 『子ども像の探究 子どもと大人の境界』是澤優子共著. 世織書房, 2012.5
- 『平和を生きる日米人形交流 渋沢栄一とシドニー・ギューリックの親交からキッズゲルニカへ』宮崎広和,井上潤共編. 世織書房, 2019.10
- 『子どもたちの文化史 玩具にみる日本の近代』日髙真吾共編. 臨川書店, 2019.3

## 論文
- <是沢博昭